# Здравко Райков
Здравко Райков (серб. Здравко Рајков, сербохорв. Zdravko Rajkov, 5 грудня 1927, Чуруг — 30 липня 2006, Мехіко) — югославський футболіст, що грав на позиції нападника, зокрема, за клуб «Воєводина», а також національну збірну Югославії. По завершенні ігрової кар'єри — тренер. 
Клубний чемпіон Азії і дворазовий чемпіон Ірану (як тренер). 

## Клубна кар'єра
У футболі дебютував 1950 року виступами за команду «Воєводина», в якій провів дванадцять сезонів, взявши участь у 220 матчах чемпіонату. У складі «Воєводини» був одним з головних бомбардирів команди, маючи середню результативність на рівні 0,43 голу за гру першості. Був одним з, так званих, "чотирьох мушкетерів" (троє інших — Бошков, Веселинович та Крстич), які були опорою покоління 1950-х команди з Нового Саду.
Протягом 1962—1963 років захищав кольори клубу «Лозанна».
Завершив ігрову кар'єру у команді «Б'єн», за яку виступав протягом 1963—1966 років.

## Виступи за збірну
1951 року дебютував в офіційних матчах у складі національної збірної Югославії. Протягом кар'єри у національній команді провів у її формі 28 матчів, забивши 11 голів.
У складі збірної був учасником футбольного турніру на Олімпійських іграх 1952 року у Гельсінкі, де разом з командою здобув «срібло».
У складі збірної був учасником чемпіонату світу 1958 року у Швеції, де зіграв з Шотландією (1-1), Францією (3-2), Парагваєм (3-3) і в чвертьфіналі з ФРН (0-1).

### Статистика виступів за збірну
| Матчі і голи за збірну | Матчі і голи за збірну | Матчі і голи за збірну | Матчі і голи за збірну | Матчі і голи за збірну | Матчі і голи за збірну | Матчі і голи за збірну |
| #                      | Дата                   | Місто                  | Суперник               | Результат              | Голи                   | Турнір                 |
| ---------------------- | ---------------------- | ---------------------- | ---------------------- | ---------------------- | ---------------------- | ---------------------- |
| 1                      | 06.05.1951             | Мілан                  | Італія                 | 0-0                    |                        | Товариський матч       |
| 2                      | 24.06.1951             | Белград                | Швейцарія              | 7-3                    | 1                      | Товариський матч       |
| 3                      | 02.11.1952             | Белград                | Єгипет                 | 5-0                    | 1                      | Товариський матч       |
| 4                      | 09.05.1953             | Белград                | Греція                 | 1-0                    |                        | Кваліфікація ЧС-1954   |
| 5                      | 14.05.1953             | Брюссель               | Бельгія                | 3-1                    | 1                      | Товариський матч       |
| 6                      | 21.05.1953             | Белград                | Уельс                  | 5-2                    | 1                      | Товариський матч       |
| 7                      | 05.06.1953             | Стамбул                | Туреччина              | 2-2                    | 1                      | Товариський матч       |
| 8                      | 18.10.1953             | Загреб                 | Франція                | 3-1                    | 1                      | Товариський матч       |
| 9                      | 08.11.1953             | Скоп'є                 | Ізраїль                | 1-0                    |                        | Кваліфікація ЧС-1954   |
| 10                     | 21.03.1954             | Рамат-Ган              | Ізраїль                | 1-0                    |                        | Кваліфікація ЧС-1954   |
| 11                     | 28.03.1954             | Афіни                  | Греція                 | 1-0                    |                        | Кваліфікація ЧС-1954   |
| 12                     | 25.09.1955             | Белград                | Німеччина              | 3-1                    | 1                      | Товариський матч       |
| 13                     | 19.10.1955             | Дублін                 | Ірландія               | 4-1                    |                        | Товариський матч       |
| 14                     | 30.10.1955             | Відень                 | Австрія                | 1-2                    |                        | Кубок Центр. Європи    |
| 15                     | 11.11.1955             | Коломб                 | Франція                | 1-1                    |                        | Товариський матч       |
| 16                     | 22.04.1956             | Белград                | Румунія                | 0-1                    |                        | Товариський матч       |
| 17                     | 17.06.1956             | Загреб                 | Австрія                | 1-1                    | 1                      | Кубок Центр. Європи    |
| 18                     | 09.09.1956             | Белград                | Індонезія              | 4-2                    |                        | Товариський матч       |
| 19                     | 30.09.1956             | Белград                | Чехословаччина         | 1-2                    |                        | Кубок Центр. Європи    |
| 20                     | 28.11.1956             | Лондон                 | Англія                 | 0-3                    |                        | Товариський матч       |
| 21                     | 05.05.1957             | Афіни                  | Греція                 | 0-0                    |                        | Кваліфікація ЧС-1958   |
| 22                     | 12.05.1957             | Загреб                 | Італія                 | 6-1                    | 1                      | Кубок Центр. Європи    |
| 23                     | 15.09.1957             | Белград                | Австрія                | 3-3                    | 1                      | Товариський матч       |
| 24                     | 29.09.1957             | Бухарест               | Румунія                | 1-1                    |                        | Кваліфікація ЧС-1958   |
| 25                     | 08.06.1958             | Вестерос               | Шотландія              | 1-1                    |                        | ЧС-1958                |
| 26                     | 11.06.1958             | Вестерос               | Франція                | 3-2                    |                        | ЧС-1958                |
| 27                     | 15.06.1958             | Ескільстуна            | Парагвай               | 3-3                    | 1                      | ЧС-1958                |
| 28                     | 19.06.1958             | Мальме                 | Німеччина              | 0-1                    |                        | ЧС-1958                |

## Кар'єра тренера
Розпочав тренерську кар'єру невдовзі по завершенні кар'єри гравця, 1967 року, очоливши тренерський штаб клубу «Воєводина».
1968 року став головним тренером національної збірної команди Ірану, яку тренував два роки.
Згодом протягом 1980 року очолював тренерський штаб національної збірної Алжиру. Очолював її на Кубку африканських націй 1980 року у Нігерії, де разом з командою здобув «срібло».
Протягом тренерської кар'єри також очолював команди «Тадж» та «Сепахан».
Останнім місцем тренерської роботи був клуб «Кордова», головним тренером команди якого Здравко Райков був з 1981 по 1982 рік.
Помер 30 липня 2006 року на 79-му році життя у місті Мехіко.

## Титули і досягнення

### Як гравця
- Срібний призер Олімпійських ігор (1):

Югославія: 1952

### Як тренера
- Клубний чемпіон Азії (1):

«Тадж»: 1970
- Чемпіон Ірану (2):

«Тадж»: 1971, 1975
- Срібний призер Кубка африканських націй: 1980